# رضا قرا
رضا قراء بازیکن والیبال اهل ایران عضو تیم ملی والیبال مردان ایران و تیم ملی والیبال زیر ۲۳ سال ایران است. قرا در سال ۹۱–۱۳۹۰ به عنوان پدیده لیگ برتر والیبال ایران انتخاب شد.
قرا اولین حضور باشگاهی خود را در تیم بابلسر تجربه کرد و بعد به کاله مازندران پیوست و پس از پنج سال حضور در کاله و قهرمانی در باشگاه‌های آسیا و لیگ برتر در سال ۱۳۹۳ به پیکان تهران پیوست و سال بعد به تیم کاله مازندران بازگشت. قرا در حال حاضر هم عضو تیم والیبال لبنیات هراز آمل است.
رضا قرا در مسابقات قهرمانی باشگاه‌های آسیا ۲۰۱۳ ستاره نماینده ایران کاله در این دوره از مسابقات بود و در مسابقات قهرمانی زیر ۲۳ جهان ۲۰۱۳ درخشید و با ۹۰ امتیاز، امتیازآورترین بازیکن ایران شد و با تیم ملی ب ایران نایب قهرمان جام ملت‌های آسیا در سال ۲۰۱۵ شد و مدال طلا جام کنفدراسیون والیبال آسیا ۲۰۱۶ را نیز به دست آورد. وی در لیگ جهانی ۲۰۱۷ نیز در قالب تیم ملی ایران حضور داشت.

## افتخارات

### ملی
- قهرمان نظامیان در سال ۲۰۱۳
- نایب قهرمانی جام ملت‌های آسیا ۲۰۱۵
- چهارمی لیگ جهانی والیبال ۲۰۱۴

### باشگاهی
- نایب قهرمانی لیگ برتر والیبال ایران ۱۳۹۲ با کاله
- قهرمانی لیگ برتر والیبال ایران ۱۳۹۱ با کاله
- قهرمانی لیگ برتر والیبال ایران ۱۳۹۰ با کاله
- ۲ بار سومی لیگ برتر والیبال ایران ۱۳۸۸ و ۱۳۸۹ با کاله
- قهرمانی باشگاه‌های آسیا ۲۰۱۳ با کاله
- سومی باشگاه‌های آسیا ۲۰۱۲ با کاله

### فردی
- بازیکن سال لیگ برتر ۹۱–۱۳۹۰
- بهترین بازیکن - مسابقات والیبال نظامیان جهان (سیزم) ۲۰۱۳
- بهترین اسپکر – مسابقات والیبال قهرمانی باشگاه‌های مردان آسیا ۲۰۱۳